# Dagbladet (1851)
 For alternative betydninger, se Dagbladet. (Se også artikler, som begynder med Dagbladet)
Dagbladet var en dansk avis, som startede 24. november 1851 med bogtrykker S.B. Salomon som ejer og C.St.A. Bille (Carl Steen Andersen Bille) som da anonym redaktør. Bille købte avisen i 1852, men først i 1854 blev hans navn offentliggjort som redaktør.
Dagbladet var nationalliberalt og kom derved i opposition til højre-regeringerne Bluhme og Ørsted.
Under Halls regeringer var Dagbladet regeringsvenligt. Det blev populært hos den overvejede nationalliberale embedsklasse, og blandt borgelige kredse i København. Dagbladet var den første danske avis, som bragte kommercielle nyhedstelegrammer direkte fra udlandet, og det dækkede Krimkrigen. Avisen vandt også popularitet på grund af redaktør Billes journalistiske artikler om mange hidtil upåagtede emner.
Bille forlod Dagbladet i 1872 og solgte det til et konsortium, som ansatte den tidligere medarbejder Vilhelm Topsøe som redaktør. Topsøe ledede Dagbladet i Billes ånd til sin død i 1881. P.V. Grove var ansvarshavende redaktør 1881—89.
Fra da af gik det ned ad bakke for Dagbladet, som ikke formåede at bevare sin tidligere betydning i 1880'erne. Dagbladet blev i 1891 overtaget af etatsråd C. Ferslew og kom til at indgå i De Ferslewske Blade. Det udkom fra 1893-1930, som et aftryk af Dagens Nyheder.